# Цугару (загороджувач)
Цуґару (загороджувач) — великий мінний загороджувач Імперського флоту Японії, який взяв участь у Другій світовій війні.
Корабель, який спорудили в 1941 році на верфі ВМФ у Йокосуці, був єдиним представником мінних загороджувачів типу «Цуґару».
Одразу після спорудження корабель включили до 19-ї дивізії мінних загороджувачів зі складу Четвертого флоту, що відповідав за операції в Океанії, і 1—8 листопада 1941-го він пройшов з Японії на атол Трук — головну базу Четвертого флоту в центральній частині Каролінських островів.
22—24 листопада 1941-го «Цуґару» перейшов з Труку на Сайпан (головна база японців на Маріанських островах), вивантажив міни та приготувався до участі в десантних операціях. За кілька діб корабель був на Хахадзімі (острови Огасавара), звідки вийшов 4 грудня разом із загоном крейсерів та есмінців, що мали підтримати висадку на Гуамі (належний США острів зі складу Маріанського архіпелагу). 10 грудня відбулась висадка на Гуамі, в який взяла участь і десантна партія з «Цуґару». Тієї ж доби гарнізон Гуаму капітулював.
15—19 грудня 1941-го корабель пройшов до атола Кваджелейн (головна база японців на Маршаллових островах), куди доправив три сотні військовослужбовців, гармату та амуніцію. Далі «Цуґару» взяв на борт бочки з пальним та 20—22 грудня пройшов до атола Макін (острови Гілберта), де японці створювали передову базу гідролітаків. За кілька діб корабель повернувся на Маршаллові острови, а потім пройшов на Трук.
12—14 січня 1942-го «Цуґару» перейшов з Труку до Гуаму, звідки невдовзі вийшов разом із загоном мінних загороджувачів та есмінців, що мав здійснити висадку в Рабаулі на східному завершенні острова Нова Британія. Незадовго до завершення 22 січня «Цуґару» увійшов до гавані Рабаула, а 23 січня японський десант подолав спротив австралійського гарнізону, після чого почалось перетворення Рабаула на головну передову базу в Меланезії, з якої наступні два роки японці провадитимуть операції на Соломонових островах та сході Нової Гвінеї. До початку березня «Цуґару» базувався на Рабаул, при цьому багаторазово брав участь у відбитті невеликих нальотів ворожої авіації. 21 лютого корабель вийшов з метою пошуку членів екіпажу гідролітака і за дві доби зміг підібрати чотирьох пілотів. 25—28 лютого «Цуґару» виходив для підтримки десанту на мис Сент-Джордж (південне завершення сусіднього острова Нова Ірландія).
5 березня 1942-го «Цуґару» вирушив з Рабаула разом із загоном, який мав доправити десант на Нову Гвінею до Лае (на сході острова у глибині затоки Хуон). Висадка 8 березня не зустріла спротиву, проте 10 березня кораблі, що залишались поблизу Лае, стали ціллю для американської авіаносної авіації, унаслідок удару якої по Лае ряд допоміжних суден були втрачені, а половина бойових кораблів зазнала пошкоджень. Зазнав пошкоджень і «Цуґару», на якому загинуло 12 моряків. 12—13 березня загороджувач прямував до Рабаула, 20—23 березня перейшов на Трук, де протягом кількох діб перебував на аварійному ремонті, а 26 березня — 1 квітня пройшов до Йокосуки для ремонту на верфі ВМФ, що тривав по 24 квітня.
25 квітня — 4 травня 1942-го «Цуґару» здійснив перехід через Трук до Рабаула, маючи завдання найближчим часом взяти участь у операції «МО», що включала висадку на сході Соломонових островів та оволодіння новогвійнейським Порт-Морсбі. Того ж 4 травня загороджувач вийшов у море разом із загоном, що мав висадити десант на Новій Гвінеї. Протягом наступних кількох діб «Цуґару» тричі відкривав зенітний вогонь по ворожих літаках, а 9 травня повернувся до Рабаула, оскільки після битви авіаносців у Кораловому морі японці скасували операцію.
11—12 травня 1942-го «Цуґару» перейшов до острова Бугенвіль, звідки рушив 13 травня в межах операції заволодіння островами Науру та Оушен (до того вже здійснили одну спробу, проте в ніч проти 12 травня американський підводний човен потопив один з кораблів загону, що змусило інших відійти до Бугенвілю). Втім, 15 травня надійшло повідомлення про перебування в регіоні американського авіаносного з'єднання (це були авіаносці «Ентерпрайз» та «Хорнет», які не встигли прибути вчасно, щоб узяти участь у битві в Кораловому морі). На основі цієї інформації японці скасували операцію заволодіння Науру (лише в серпні, після висадки американців на Гуадалканалі, вони повернуться до питання розширення контролю на сході Мікронезії) і 19 травня «Цуґару» прибув на Трук, звідки 24—30 травня пройшов до Йокосуки, де знову став на короткочасний ремонт.
18—24 червня 1942-го корабель повернувся на Трук. 4—7 липня він супроводив до Лае транспорт «Нодзіма-Мару», а вже 10 липня знову був на Труці (транспорт залишився біля Нової Гвінеї під охороною мисливця за підводними човнами).
За кілька діб «Цуґару» перевели до складу Восьмого флоту, що діяв у Меланезії та базувався в Рабаулі. 15—17 липня корабель пройшов у Рабаул, а вже 20 липня вийшов звідси разом з кількома крейсерами та есмінцями для прикриття транспортів, що мали доправити десант на Нову Гвінею в район Буни (східне узбережжя півострова Папуа), звідки японське командування розраховувало досягнути Порт-Морсбі суходолом. 21 липня загін досягнув пункту призначення та висадив війська, при цьому «Цуґару» під час охорони транспорту «Рйойо-Мару» (Ryoyo Maru) вів зенітний вогонь по літаках, що атакували. 24 липня загороджувач повернувся до Рабаула. 31 липня він повів до того ж плацдарму транспорт «Нанкай-Мару» і 1 серпня кілька раз вів зенітний вогонь. У підсумку «Нанкай-Мару» все-таки отримав пошкодження, а операцію вирішили перервати, а 3 серпня загін повернувся в Рабаул.
7 серпня 1942-го союзники висадились на сході Соломонових островів, що започаткувало шестимісячну битву за Гуадалканал. Тієї ж доби «Цуґару» вийшов до острова у складі загону, що також включав два транспорти та два малі ескортні кораблі і повинен був доправити п'ять сотень військовослужбовців. Опівдні 8 серпня японський командувач, діставши більше інформації про масштаб десантної операції союзників, відкликав конвой до Рабаулу, при цьому надвечір 9 серпня вже на вході в протоку Святого Георгія, що відділяє острови Нова Ірландія та Нова Британія підводний човен потопив транспорт «Мійо-Мару», з яким загинуло три з половиною сотні військовослужбовців.
29—30 серпня 1942-го «Цуґару» взяв участь у порятунку есмінця «Сіракумо», який під час транспортного рейсу до Гуадалканалу внаслідок прямого влучання бомби втратив хід. Первісно пошкоджений корабель вів на буксирі есмінець «Амагірі», а потім цю функцію перебрав на себе «Цугару», що в супроводі есмінця «Кагеро» вийшов назустріч з якірної стоянки Шортленд (прикрита групою невеликих островів Шортленд акваторія біля південного завершення острова Бугенвіль, де зазвичай відстоювались бойові кораблі та перевалювались вантажі для подальшої відправки далі на схід Соломонових островів). 30 серпня «Сіракумо» привели на Шортленд.
1—4 вересня 1942-го «Цуґару» здійснив рейс до Гуадалканалу для доставки чотирьох з половиною сотень військовослужбовців та 120-мм артилерії. Вже на зворотному шляху корабель атакувала авіація. Він дістав пошкодження, загинуло 14 членів екіпажу. Далі «Цуґару» пройшов ремонт у Рабаулі, а не пізніше листопада повернувся на Шортленд.
10 грудня 1942-го під час авіаційного нальоту на Шортленд танкер «Фуджісан-Мару» був уражений та загорівся, проте «Цугару» став побіч з пошкодженим судном та допоміг приборкати вогонь.
14 грудня 1942-го загороджувач повернувся в Рабаул, а 16—18 грудня здійснив транспортний рейс до Мунда на острові Коломбангара з архіпелагу Нью-Джорджія (центральна частина Соломонових островів), де японці на тлі несприятливого розвитку битви за Гуадалканал почали облаштовувати нову базу. Наступного тижня «Цугару» ще щонайменше один раз виходив із транспортною метою до Нью-Джорджії (відомо про його рейс до Мунди 23—25 грудня).
Наступною зоною для транспортних місій стала затока Реката-Бей на північному узбережжі острова Санта-Ісабель (так само центральна частина Соломонового архіпелагу), де японці мали базу гідролітаків. 12—13 січня 1943-го «Цугару» пройшов туди з Рабаула, після чого здійснив два рейси до Рекати з Шортленду (прибуття до Рекати припало на 16 та 21 січня).
Протягом наступного місяця «Цугару» ніс службу на Шортленді (хоча й відвідав 8—12 лютого 1943-го Рабаул), при цьому 19 лютого він разом із тральщиком W-21 вийшов для зустрічі транспорту «Хібарі-Мару». Надвечір цього ж дня за пів сотні кілометрів північніше від Бугенвільської протоки, яка відділяє острови Бугенвіль та Шуазель, конвой атакував підводний човен, який зміг уразити «Хібарі-Мару» однією торпедою. «Цугару» та W-21 контратакували глибинними бомбами, проте не досягли успіху («Хібарі-Мару» у підсумку опинилось на березі, де 28 лютого було остаточно зруйноване внаслідок авіаудару). 22 лютого «Цугару» прибув до Рабаула, а 10—29 березня прямував через Сайпан до Йокосуки, де до кінця травня проходив ремонт.
25 травня 1943-го корабель знову рушив до Меланезії та ніс службу з базуванням на Рабаулі до кінця серпня. 5 серпня поблизу Рабаула «Цугару» був атакований підводним човном USS Silverside, командир якого доповів про одне влучання. 31 серпня — 2 вересня есмінець «Хамакадзе» супроводив «Цугару» з Рабаула на Трук, а 12—18 вересня ескортував його та судно постачання до Йокосуки.
З 1 грудня 1943-го «Цугару» перевели на службу до Південно-Східної Азії і 3—24 грудня загороджувач пройшов з Йокосуки до Сінгапуру. Протягом двох місяців він діяв у цьому регіоні, де, зокрема, відвідав Порт-Блер на Андаманських островах (3—4 лютого 1944-го) та Нікобарські острови (18 лютого).
23 лютого 1944-го «Цугару» полишив Сінгапур та рушив до місця служби на Філіппінах. Наприкінці травня союзники висадились на острові Біак біля північного узбережжя Нової Гвінеї і «Цугару» залучили до операції з доставки туди підкріплень. 2 червня 1944-го загороджувач вийшов із Замбоанги (порт на західному завершенні Мінданао) з вісьмома сотнями військовослужбовців на борту, проте через виявлення кораблів ворожою авіарозвідкою операцію скасували. Втім, остаточно від замислу надати допомогу гарнізону Біаку не відмовились і 11 червня «Цугару» прибув до затоки Кау (глибоко вдається в острів Хальмахера з північної сторони), а 12—13 червня перейшов до Соронгу (північно-західне узбережжя новогвінейського півострова Чендравасіх). Японське командування планувало прикрити рейс до Біаку значними силами, включно з двома найпотужнішими лінкорами, проте почалась атака союзників на Маріанські острови й сили прикриття перенацілили туди. «Цугару» ще певний час перебував у регіоні (в Соронзі або неподалік), при цьому 21 червня між Соронгом та Кау його торпедував нідерландський підводний човен HNMS K-XIV, після чого 22 червня загороджувач прибув до затоки Кау.
Вранці 29 червня 1944-го «Цугару» під охороною двох мисливців за підводними човнами рушив до Маніли. За дві години по опівдні на виході з протоки, що розділяє острови Хальмахера та Морокай, по кораблю випустив 6 торпед американський підводний човен USS Darter. Дві торпеди уразили «Цугару», який затонув менш ніж за пів години.